# Romi v Ukrajini
Romske manjšina v Ukrajini je bila prvič dokumentirana v začetku 14. stoletja. Romi so ohranili svoje družbene organizacije in ljudske navade, izogibali so se stikom z neromi, izobraževanju in vrednotam, pogosto kot odziv na protiromsko nastrojenost in preganjanje. Sprejeli so jezik in vero prevladujoče družbe, saj so bili pravoslavni v večjem delu Ukrajine, katoličani v Zahodni Ukrajini in Zakarpatski regiji ter muslimani na Krimu.

## Zgodovina

### Izvor
Romi izvirajo iz severne Indije, verjetno iz severozahodnih indijskih držav Radžastan in Pandžab.
Lingvistični dokazi nesporno kažejo, da korenine romskega jezika ležijo v Indiji: jezik ima slovnične značilnosti indijskih jezikov in si z njimi deli dele osnovnega leksikona, na primer dele telesa ali dnevne rutine.
Natančneje, romski si osnovni leksikon deli s hindujščino in pandžabščino. Veliko fonetičnih lastnosti ima z marwarijem, medtem ko je njegova slovnica najbližja bengalščini.
Genetske ugotovitve iz leta 2012 kažejo, da Romi izvirajo iz severozahodne Indije in so migrirali v skupini.
Februarja 2016 je indijski minister za zunanje zadeve med mednarodno romsko konferenco izjavil, da so ljudje romske skupnosti otroci Indije. Konferenca se je zaključila s priporočilom indijski vladi, naj romsko skupnost, razširjeno v 30 državah, prizna kot del indijske diaspore.

### Dandanes
Med invazijo na Ukrajino leta 2022 so Romi trpeli, ker pogosto niso imeli dokumentov o civilnem statusu, kar jim je onemogočalo dostop do humanitarne pomoči.

## Demografija
- Popis 1897: 12.000 Romov v Ruski Ukrajini (brez Galicije in Zakarpatja, ki imata največ ukrajinskih Romov)
- Popis 1920: 60.000 Romov v Ukrajinski SSR (brez Galicije in Zakarpatja)
- Popis 1959: 28.000 Romov v Ukrajinski SSR
- Popis 1970: 30.100 Romov v Ukrajinski SSR.
- Popis 1979: 34.500 Romov v Ukrajinski SSR
- Popis 2001: 47.600 Romov v Ukrajini. Ocena Svetovne romske zveze in Sveta Evrope je precej višja (okoli 400.000). Leta 2006 so romske organizacije to število ocenile na več kot 400.000 oseb.[13]

Romi so razpršeni po vsej Ukrajini, vendar je njihova največja koncentracija v Zakarpatski regiji. Polovica jih živi v mestih. 35% jih priznava, da je romski jeziki njihov materni jezik. Materialna kultura se od prevladujoče družbe ne razlikuje, razen po oblačenju. Imajo bogato ljudsko izročilo.

## Galerija
- Romska manjšina v Zakarpatski regiji (popis 2001)
- Romski otroci v Dubovem, Zakarpatska oblast
- Romi v Lvovu
- Romi v Galiciji leta 1895
- Spomenik na mestu množičnih pobojev nacistov v Derazniji - 20. septembra 1942 je bilo tukaj ustreljenih približno 4000 Judov in Romov.
- "Ciganska vedeževalka" iz leta 1841 akvarelna kompozicija Tarasa Ševčenka